# Озерні відклади

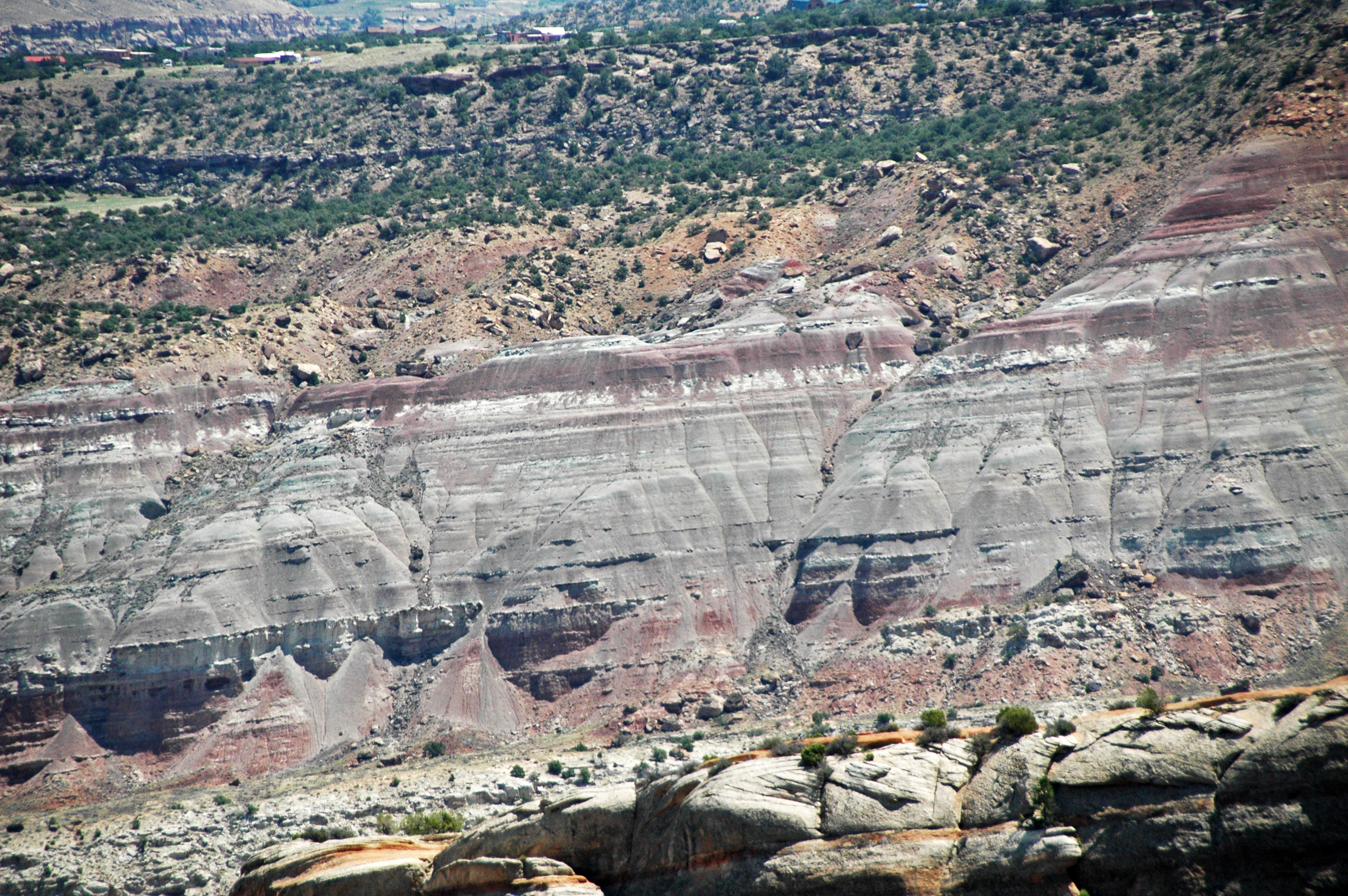
Озерні відклади Великого каньйону (Колорадо,США)

Озерні відклади (рос. озерные отложения, англ. lacustrine deposits, lake deposits; нім. limnische Ablagerungen f pl, Seeablagerungen f pl) — осадові утворення на дні озер — сучасні (осади) і древні (осадові породи) уламкового, біогенного і хемогенного генезису. У великих озерах в прибережній зоні нагромаджуються галька, ґравій, піски і алеврити; у глибоководній області — алевропелітові і пелітові (глинисті) мули з органіч. речовиною, гідротроїлітом, вівіанітом, діатомові мули (Байкал, Севан і ін.), що чергуються з піщаними осадами мулистих потоків поблизу дна (Байкал, Женевське оз. і ін.). 
Осади великих озер мають схожість з морськими відкладами. 
У малих озерах півночі і північної лісової зони помірного вологого клімату відбувається накопичення заліза і манґану (бобові і конкреційні руди, оксидні, частково карбонатні), сапропелей, діатомового мулу. Піски і алеврити зустрічаються тільки у вузькій прибережній смузі. 
Особливий тип являють собою льодовикові озера зі стрічковими глинами. У сухих степах поширені карбонатно-содові озера з осадами кальциту, доломіту і соди. В пустелях і напівпустелях розвинені озера з високомінералізованими водами з осадами гіпсу, епсоміту, мірабіліту (сульфатні озера) і галіту, тахігідриту, бішофіту (хлоридні озера). Рідше зустрічаються борні озера з накопиченням мінералів бору і цеолітів (оз. Натрон в Танзанії і ін.).